# Жеплін (Нижньосілезьке воєводство)
Жеплін (пол. Rzeplin) — село в Польщі, у гміні Журавіна Вроцлавського повіту Нижньосілезького воєводства.
Населення — 396 осіб (2011).
У 1975-1998 роках село належало до Вроцлавського воєводства.

## Демографія
Демографічна структура станом на 31 березня 2011 року:
|          | Загалом | Допрацездатний вік | Працездатний вік | Постпрацездатний вік |
| -------- | ------- | ------------------ | ---------------- | -------------------- |
| Чоловіки | 206     | 48                 | 144              | 14                   |
| Жінки    | 190     | 29                 | 124              | 37                   |
| Разом    | 396     | 77                 | 268              | 51                   |